# بيتر ويليامز (متسابق دراجات نارية)
بيتر ويليامز (بالإنجليزية: Peter Williams)‏ هو متسابق دراجات نارية إنجليزي. نافس في سباقات بطولة العالم لفئة 500 سي سي ولفئة 350 سي سي ولفئة 250 سي سي ولفئة 125 سي سي ولفئة 50 سي سي. كما شارك في كأس جزيرة مان السياحية.